# Горов, Эраст Александрович
Эраст Александрович Горов (3 февраля 1909, Тамбов, Российская империя — 2 июля 2007, Москва, СССР) — советский военный деятель и ученый, член-корреспондент Академии артиллерийских наук (14.04.1947), заслуженный деятель науки и техники РСФСР (1969), доктор технических наук (1947), профессор (1948), инженер-полковник (1949).

## Биография
Родился 21 января 1909 года в Тамбове.
Отец — Александр Эрастович Берг (1870 — после 1925), выпускник Виленского реального и Московского пехотного юнкерского училищ, а также Интендантского курса (1911), офицер интендантского управления Московского военного округа, во время Первой мировой войны — корпусной интендант 39-го армейского корпуса, полковник; после революции служил в системе Наркомфина РСФСР. Драматург-любитель, публиковался под псевдонимом «Олег Горов». Мать — Ольга Николаевна, урождённая Шапошникова (род. в 1874), дочь известного русского математика Н. А. Шапошникова, автора знаменитых гимназических учебников, старшая сестра видного советского экономиста Н. Н. Шапошникова и крупнейшего микробиолога, академика АН СССР В. Н. Шапошникова. После начала войны вся семья приняла решение сменить немецкую фамилию, взяв в качестве новой фамилии литературный псевдоним отца.
С 1923 года — учащийся Киевской профессиональной школы по специальности «Механика». С 1925 года — подручный слесаря, слесарь Харьковского электромеханического завода. С 1930 года — студент Харьковского механико-машиностроительного института. В 1932 году будущим академиком А. А. Благонравовым по мандату ЦК ВКП(Б) был в числе нескольких студентов ХММУ отобран для продолжения обучения в Артиллерийской академии.
В РККА с января 1933 года, слушатель Артиллерийской академии РККА им. Ф. Э. Дзержинского. С июня 1936 года — старший инженер; с июля 1938 года — адъюнкт; с апреля 1942 года — младший преподаватель; с ноября 1942 года — преподаватель; с ноября 1943 года — старший преподаватель кафедры стрелкового вооружения Академии.
Участник Великой Отечественной войны. Зимой 1941-42 г.г. под Москвой, уже в звании инженер-подполковника, принимал участие в боях в качестве командира пулемётного отделения сводного полка Академии.
С февраля 1954 года — начальник кафедры стрелкового вооружения и реактивных средств ближнего боя Военной инженерной артиллерийской академии им. Ф. Э. Дзержинского.
В ноябре 1960 года в связи с передачей Академии им. Ф. Э. Дзержинского в состав Ракетных войск стратегического назначения, в результате которой проблематика лёгкого стрелкового и другого полевого оружия перестала соответствовать профилю Академии, и общим сокращением Вооружённых сил СССР (так называемые «миллион двести») инженер-полковник Э. А. Горов был уволен в запас. С конца 1960 года — профессор Московского текстильного института, заведующий кафедрой теоретической и прикладной механики.
Крупный ученый и создатель образцов стрелкового оружия: ручной пулемет, противотанковое ружье большой мощности. Получил 32 авторских свидетельства. Основатель нового направления подготовки инженерных кадров в области управляемых противотанковых средств: поставил дисциплину, создал миниатюр-полигон, позволявший имитировать стрельбу ПТУРС с обеспечением стереоскопического зрения при наблюдении за движущейся целью и летящим снарядом. Разработки Э. А. Горова, связанные с изучением проблем устойчивости легкого автоматического оружия, позволили отечественным конструкторам, в том числе М. Т. Калашникову, существенно уменьшить вес создаваемого оружия и рассеивание пуль при автоматической стрельбе. Имел также несколько изобретений, связанных с ткацкими станками.
Умер 2 июля 2007 года. Похоронен в Москве на Хованском кладбище.

## Награды
- орден Красного Знамени (21.08.1953)[6][7]
- два ордена Отечественной войны II степени (17.11.1945[8], 17.05.1994[9][10])
- орден Красной Звезды (24.06.1948)[6][7]
- орден «Знак Почёта» (02.06.1942)[11]
  - медали в том числе:
  - «За боевые заслуги» (03.11.1944)[12][7]
  - За оборону Москвы" (05.04.1945)[13]
  - «За победу над Германией в Великой Отечественной войне 1941—1945 гг.» (1945)[14]
  - «Ветеран Вооружённых Сил СССР» (1976)[6]

Почетные звания
- заслуженный деятель науки и техники РСФСР (1969)

## Труды
- Справочник офицера-зенитчика. (Составитель). М., 1945;
- Материальная часть стрелкового вооружения: В 2 кн. / Под ред. А. А. Благонравова. М.: Оборонгиз, 1946;
- Некоторые вопросы анализа и синтеза механизмов автоматического оружия / Под ред. А. А. Благонравова. М.: Арт. академия, 1946. 268 с.;
- Основы проектирования автоматического оружия: Учебник. М.: Арт. академия, 1954;
- Основания проектирования станков и зенитных установок. М.: Арт. академия, 1958;
- Основания устройства автоматического оружия: Учебник. М.: Арт. академия, 1960;
- Прикладная теория колебаний: Учебное пособие. М., 1971. 149 с;
- Опыт применения активных методов обучения в МТИ. М., 1985;
- Типовой практикум по теории механизмов и машин. М.: Машиностроение, 1990. 155 с. (соавторы Гайдай С. А., Лушников С. В.).